# Still Alice
Still Alice är en amerikansk dramafilm från 2014, skriven och regisserad av Richard Glatzer och Wash Westmoreland. Filmen bygger på Lisa Genovas roman Fortfarande Alice från 2007. I titelrollen som Alice ses Julianne Moore som bland annat belönades med en Golden Globe Award vid Golden Globe-galan 2015 samt en BAFTA Award i motsvarande kategori vid BAFTA-galan 2015. Hon belönades även med en Oscar för bästa kvinnliga huvudroll vid Oscarsgalan 2015.

## Handling
Still Alice handlar om Alice Howland som är professor på Columbia och på höjden av sin karriär när hon plötsligt märker att hennes minne börjar svikta. Hon diagnostiseras med ett tidigt stadium av Alzheimers sjukdom. Filmen skildrar hur Alice försöker behålla sin livsstil och leva i nuet trots att hennes personlighet långsamt försvinner medan sjukdomen framskrider.

## Rollista
- Julianne Moore – Alice Howland
- Alec Baldwin – John Howland
- Kristen Stewart – Lydia Howland
- Kate Bosworth – Anna Howland-Jones
- Hunter Parrish – Tom Howland
- Shane McRae – Charlie Jones
- Stephen Kunken – Benjamin
- Victoria Cartagena – Professor Hooper
- Seth Gilliam – Frederic Johnson
- Daniel Gerroll – Eric Wellman
- Erin Darke – Jenny
- Kristin Macomber – Anne
- Caridad Montanez – Elena